# Domingo Perler

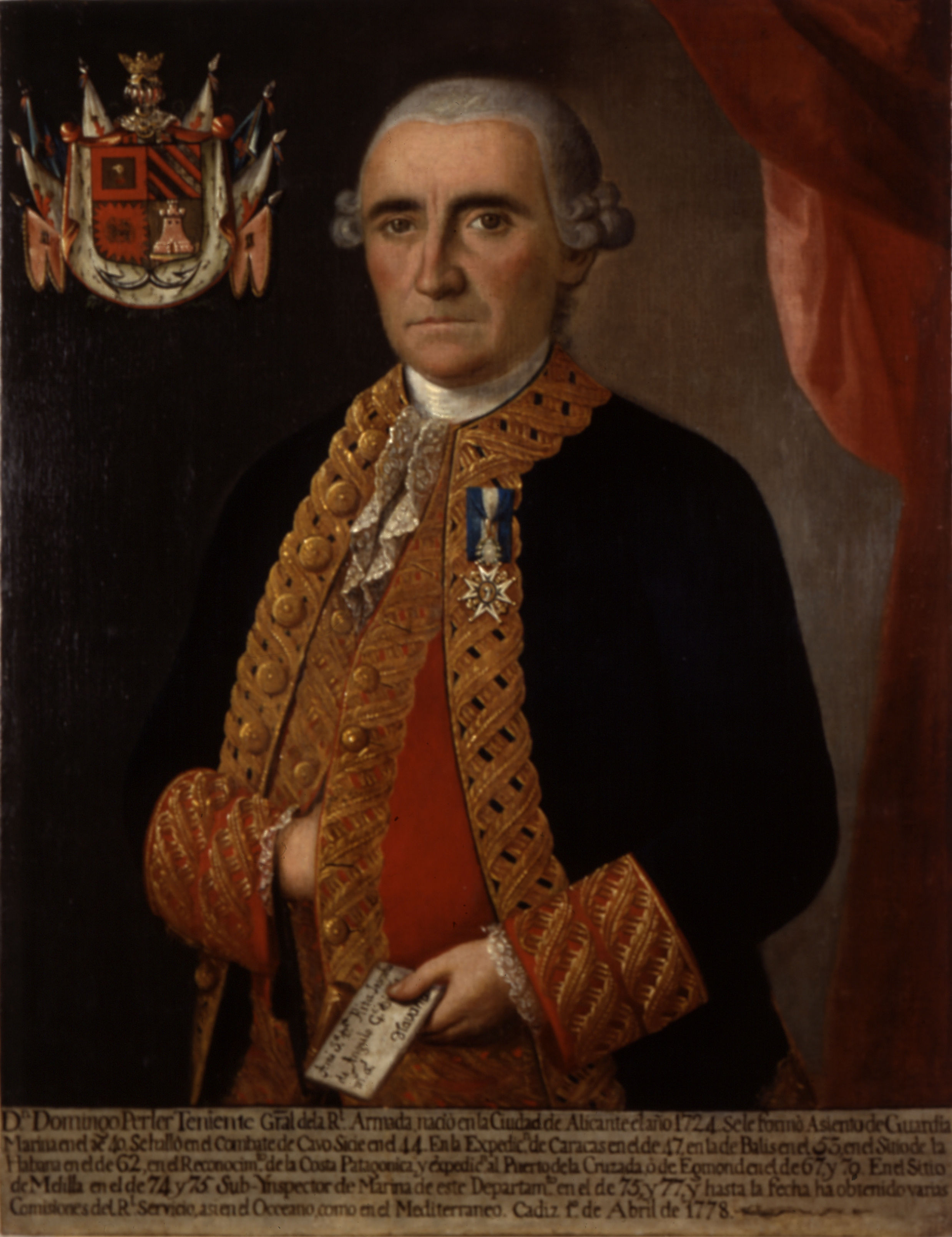
Retrato del teniente general de la Armada Domingo Perler en el Museo Naval de Madrid.

Domingo Perler Rabasquino (Alicante; 1724-Isla de León, Cádiz; 23 de enero de 1800) fue un militar y marino español.

## Biografía
Ingresó en la marina a los 16 años. Durante la guerra del Asiento, tomó parte con la escuadra del almirante Juan José Navarro en la batalla del cabo Sicié contra el vicealmirante inglés Mathews. Fue nombrado teniente de navío en 1760, y dos años más tarde, en 1762, intervino en la defensa de La Habana durante el sitio y bloqueo de los ingleses. En 1767 zarpó de Montevideo en el chambequín Andaluz con la misión de reconocer y levantar planos de la costa de la Patagonia hasta el estrecho de Magallanes, así como de las islas Malvinas. Cumplida dicha misión, regresó a Montevideo al año siguiente. Alcanzó el grado de capitán de navío en 1774 y, tras la batalla del cabo Espartel contra el almirante Richard Howe en 1782, fue ascendido a brigadier. En 1795, tras intervenir en la defensa de Rosas bajo las órdenes de Juan de Lángara, fue ascendido a teniente general. Fue encargado interinamente del mando del Departamento de Cádiz en 1798, hasta que lo entregó al marqués de Arellano en 1799, año en el que se retiró.